# ذكريات الزمن القادم (مسلسل)
ذكريات الزمن القادم: مسلسل سوري، تأليف ريم حنا، وإخراج هيثم حقي، عُرض في 26 أكتوبر 2003.

## بطولة
- أمل عرفة بدور نادين
- جمال سليمان بدور مطر
- سلاف فواخرجي بدور كندة
- سمر سامي بدور الكاتبة عبلة
- سليم صبري بدور المحامي كريم زوج عبلة
- غسان مسعود بدور صافي
- شكران مرتجى بدور الفنانة أساور
- عبد المنعم عمايري بدور وديع
- سلمى المصري بدور ميرفت
- جيهان عبد العظيم بدور رانيا
- عبد الهادي الصباغ بدور يوسف
- سلافة معمار بدور رجاء
- يارا صبري بدور حنان
- ضحى الدبس بدور خالدة

## موضوع المسلسل
تتناول قصة المسلسل الشاب (مطر) الذي غاب في ظروف غامضة لمدة 20 عاماً، اعتقد خلالها الجميع أنه مات شهيداً، يعود في شكل جديد ويبني إمبراطوريته المالية وسط غموض يلف مصدر ثروته، وبأسلوب العنكبوت يتمكن من إحكام سيطرته على كل من يقع في شباكه، ويسخره من أجل تحقيق مآربه في مضاعفة ثروته المزعومة، والثأر من أصدقاء الماضي والقيم الكبيرة التي لطالما ناضل في سبيلها ولكنها خذلته بقسوة وصنعت منه رجلا يحمل شعاراً واحداً هو الغاية تبرر الوسيلة.
هذا يحدث في زمن بات يشهد تحولات جذرية بعد الحادي عشر من أيلول، تحولات وضعتنا أمام تحديات جديدة في مواجهة النظام العالمي الجديد الذي أصبح مطر جزء منه وحين تحدث حرب العراق يختفي مطر ويترك فراغاً كبيراً.
وبعد سقوط بغداد ودخول رجال الأعمال إليها للمساهمة في إعادة إعمارها يكون مطر بالضرورة واحداً منهم؟
رغم تناقض المسلسل إلا أنه يجتمع على هدف واحد هو البحث عن خلاص فردي في زمن صعب.
نال الجائزة الذهبية عن الإخراج في مهرجان القاهرة 2004، إضافة لشهادة تقدير ودرع شرف في الإنتاج والإخراج من نقابة الفنانين لعام 2004 ودرع تكريم من مجلة Boos اللبنانية من حيث الإنتاج والإخراج والممثلين والفنيين وشهادة أحسن عمل لعام 2003. 